# カジミール (ブランデンブルク＝クルムバッハ辺境伯)

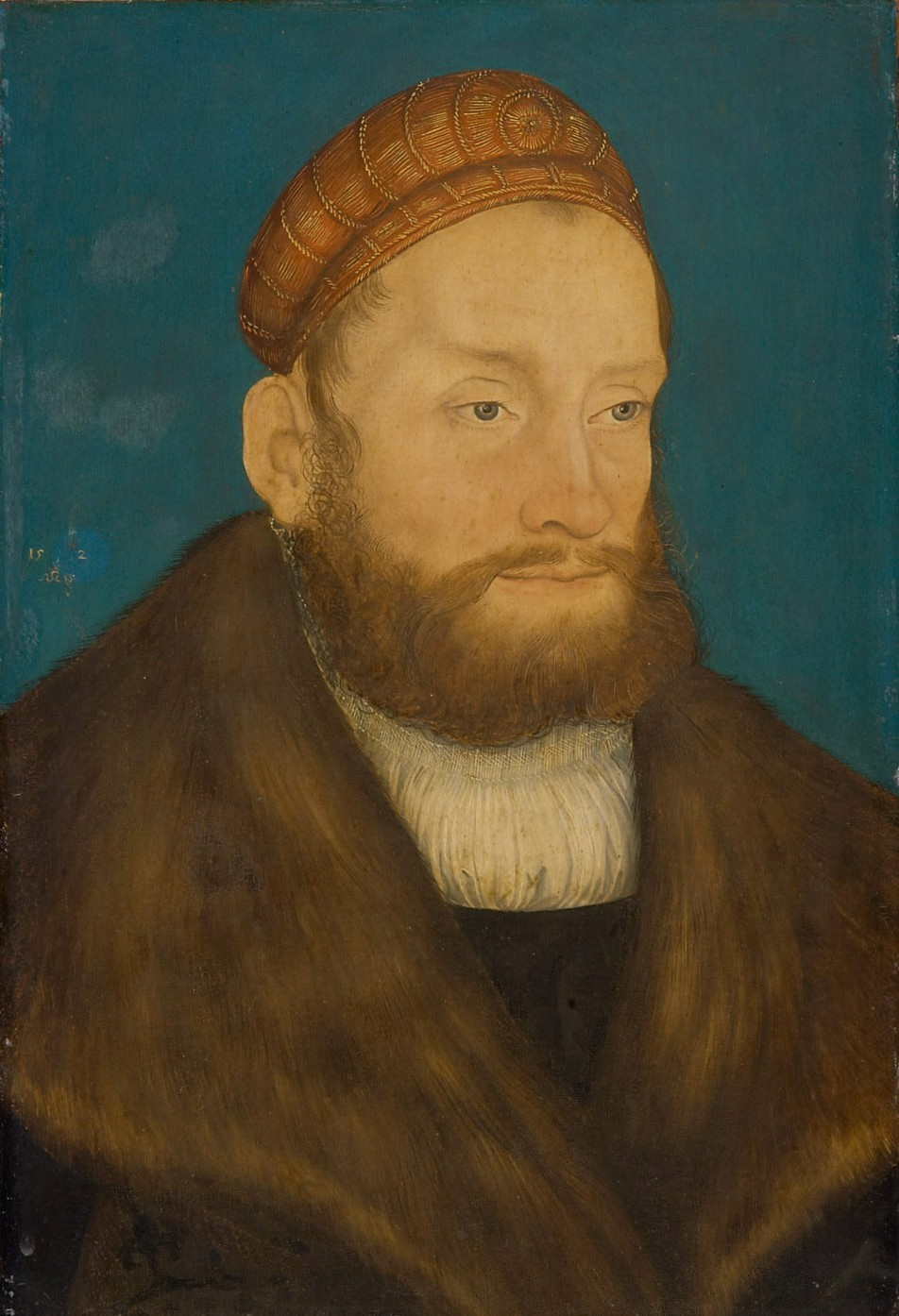
ルーカス・クラナッハ (父) 『ブランデンブルク＝クルムバッハ辺境伯カジミール』、美術史美術館 (ウィーン)

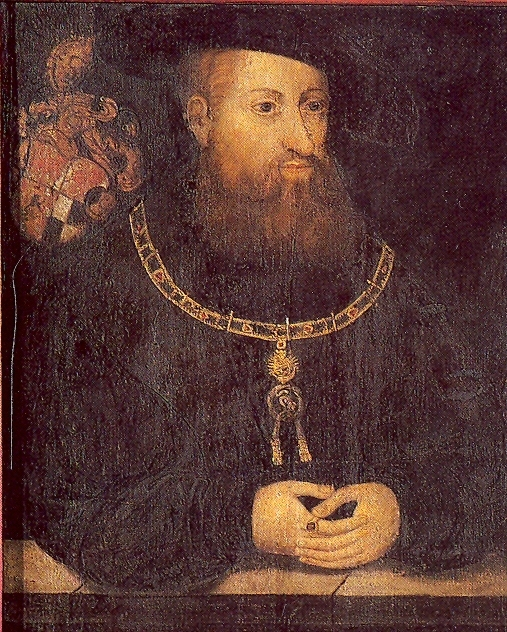
ブランデンブルク＝クルムバッハ辺境伯カジミール

カジミール（Kasimir、1481年9月27日 - 1527年9月21日）は、ブランデンブルク＝クルムバッハ辺境伯。フリードリヒ2世とポーランド王カジミェシュ4世の娘ゾフィアの間の長男。ブランデンブルク＝アンスバッハ辺境伯ゲオルク、プロイセン公アルブレヒトの兄。

## 生涯
フリードリヒ2世は、1498年から度重なる旅の間は、老練な参謀の指導下ではあるが、17歳のカジミールに辺境伯領の運営を早くも任せている。神聖ローマ皇帝マクシミリアン1世の従士であったカジミールは、シュヴァーベン戦争にシュヴァーベン同盟の将帥として参軍し、後にバーゼルの和約成立に導いた。その後、ハプスブルク宮廷の将帥ならびに外交官に任じられた。
1515年に、浪費癖の強い生活スタイルから辺境伯領に重大な負担を強いていた父を退位させた。弟のゲオルクはハンガリーの王宮に身を寄せることが多かったため、カジミールは弟のためにブランデンブルク＝アンスバッハ辺境伯領も父から剥奪した。
1518年8月25日、バイエルン公アルブレヒト4世の娘ズザンナと結婚した。アウクスブルク帝国会議にあわせて行われた壮麗な結婚式には、花嫁の伯父に当たるマクシミリアン1世も列席した。
カジミールは、弟のゲオルクとは対照的に宗教改革を拒んだ。フランケンにおけるドイツ農民戦争鎮圧の際、特に無慈悲な処置を行ったため、"Bluthund"（『血まみれの犬』）というあだ名を付けられた。
1527年9月、サポヤイ・ヤーノシュ討伐の軍旅の途中で赤痢に罹り、亡くなった。

## 子供
ズザンナとの子供は以下の通り。
- マリー（1519年 - 1567年） - 1537年にプファルツ選帝侯フリードリヒ3世と結婚。
- カタリーナ（1520年 - 1521年）
- アルブレヒト・アルキビアデス（1522年 - 1557年） - ブランデンブルク＝クルムバッハ辺境伯
- クニグンデ（1524年 - 1558年） - 1551年にバーデン＝ドゥルラハ辺境伯カール2世と結婚。
- フリードリヒ（1525年）